# Da hong deng long gao gao gua
Da hong deng long gao gao gua é um filme sino-taiwanês-honconguês de 1991 dirigido por Zhang Yimou.

## Sinopse
Universitária de 20 anos perde sua mãe e se vê forçada a casar-se com homem mais velho que já tem outras três mulheres, morando em casas diferentes. Toda noite ele escolhe uma para deitar-se com ela, o que gera rivalidade entre as esposas.

## Elenco
- Gong Li ... Songlian
- He Caifei ... Meishan (Terceira esposa)
- Cao Cuifen ... Zhuoyan (Segunda esposa)
- Jin Shuyuan ... Primeira esposa